# Laemmert
Laemmert é o sobrenome dos irmãos Eduardo e Henrique Laemmert, nascidos no Grão-ducado de Baden, Alemanha, pioneiros do mercado livreiro e tipográfico brasileiro.  Eram filhos do pastor protestante Guilherme Frederico Laemmert e Carlota Guilhermina Maria Diehl.
Fundaram a Livraria Universal e a Tipografia Laemmert, no Rio de Janeiro.
Eduardo Laemmert (1806 – 1880) foi o primeiro a chegar no Rio de Janeiro, vindo de Paris em 1828, onde trabalhara na Casa Bossange. Antes trabalhara na Livraria e Tipografia G. Braun em Karlsruhe (1820 – 1825).  Fundou no Rio de Janeiro a Livraria Universal.  Cinco anos mais tarde chegou seu irmão Henrique, quando formaram a firma E. & H. Laemmert, com sede na Rua da Quitanda, n° 77 (no caso da edição d’A Lyra Moderna ou Collecção de Doze Modinhas Brasileiras escolhidas e D'hum grande Lundum para piano-forte em caza de Eduardo Laëmmert, mercador de livros e de muzica consta o número 139 desta mesma rua).
Devido ao sucesso do empreendimento, Eduardo Laemmert retornou a Paris em 1837, após comprar três impressoras, a fim de aprender o ofício tipográfico.
Em 2 de janeiro de 1838 inauguraram a Tipografia Universal, cujo faturamento cresceu 31 vezes em apenas vinte anos.
Estabelecidos na Rua dos Inválidos, tinham 120 pessoas que imprimiam mil folhas diárias. Mais de cinco mil livros por mês eram encadernados na oficina de encadernação.  Como a quase totalidade da burguesia brasileira da época, possuíam escravos e em 1854 ofereciam 50 000 reis de gratificação para quem devolvesse o escravo fugitivo de nome Fortunato.  A abolição da escravatura só viria em 1888, 34 anos mais tarde.
Eram especialistas na edição de folhinhas literárias, mapas da cidade e guias de bolso com todos os tipos de informações úteis e curiosas.  Em 1861 conquistaram a medalha de prata na 1ª Exposição Industrial Brasileira.
O imperador D. Pedro II visitou oficialmente o empreendimento dos irmãos em 1862.
Lançaram diversos autores brasileiros e publicaram, de 1833 até a década de 1930, o Almanak Laemmert, indispensável para conhecimento do passado comercial, financeiro e social brasileiro do século XIX e início do século XX.
Eduardo Laemmert foi consul do Grão-ducado de Baden no Brasil, cavaleiro da Imperial Ordem da Rosa (Brasil), da Ordem Militar de Cristo (Portugal), da Ordem de Santa Isabel, (Espanha) e da Ordem do Leão (Suécia). Foi eleito sócio do Instituto Histórico e Geográfico Brasileiro em 14 de outubro de 1847.